# Mindszenty Kornélia
Mindszenty Kornélia, Mindszenty Kornélia Terézia (Pest, 1841. február 6. (keresztelés) – Budapest, 1886. július 8.) magyar opera-énekesnő (koloratúrszoprán).

## Életútja
Mindszenty János szabómester és Majer Borbála leánya. 1862-ben Aradon és Reszler István debreceni társulatánál, 1871-ben Kassán Latabár Endrénél, 1875-ben Székesfehérvárt Károlyi Lajosnál, majd ugyanebben az évben Temesváry Lajos budai társulatánál, 1877–78-ban Győrött Mosonyi Károlynál működött. 1875. október 2-án Budapesten, a Józsefvárosban feleségül ment a nála kilenc évvel fiatalabb Halmi Ferenchez. Ezt követően ritkán lépett fel, majd 1878-ban visszavonult a színpadtól. Férjét három évvel élte túl, a VIII. kerületi Gyöngytyúk utcai lakásán érte a halál.

## Fontosabb szerepei
- Fenena (Verdi: Nabucco)
- Ritta (Hérold: Zampa)
- Irene (Donizetti: Belizár)
- Liza (Bellini: Alvajáró)
- Izabella (Halévy: Zsidó hölgy)
- Leocadia (Offenbach: Dunan apó)
- Galathea (Suppé: Szép Galathea)

## Működési adatai
1862: Ressler István; 1862–63: Szabó József–Philippovics István; 1863–72: Szabó–Philippovics, majd Latabár Endre; 1872–74: Nagyvárad–Debrecen; 1874–75: Aradi Gerő; 1875–76: Sztupa Andor; 1876: Buda; 1877–78: Mosonyi Károly.